# 瘋狂肥寶綜藝秀
《瘋狂肥寶綜藝秀 》（英語：Meet the Feebles）是彼得·傑克森於1989年在紐西蘭所指導拍攝的黑色歌舞喜劇電影，由傑克森和妻子芙蘭·沃許(Fran Walsh)、Stephen Sinclair和Danny Mulheron編寫。芙蘭在後來成為所有後續電影的共同寫手。

## 電影特色
本片以採用吉姆.亨森式的傀儡,並加入諷刺元素作為特色。布偶戲的普遍特徵是積極﹑幼稚和愚蠢的，但本片卻讓這些布偶有著與傳統印象完全相反的特性。
這部電影在發行後並沒有獲得很好的票房，成了票房毒藥，不過本片還是有著一群狂熱追隨者，甚至在傑克森於“魔戒”三部曲取得佳績之後得到了更多的支持者。傑克森在2004年的奧斯卡頒獎典禮中提到了“瘋狂肥寶綜藝秀”（還有“宇宙怪客”），並開玩笑說本片“被學院明智地忽視了”。